# Pierre Amoyal
Pierre Amoyal est un violoniste français, né à Paris le 22 juin 1949. 

## Biographie
Né après la seconde guerre mondiale (sa mère est russe ; son père, médecin, est issu d'une famille juive séfarade d'Algérie), Pierre Amoyal est un violoniste français. 
En 1961, à 12 ans, il remporte le premier prix du Conservatoire national supérieur de musique de Paris. À l'âge de 17 ans, il part pour Los Angeles afin de  suivre les cours de Jascha Heifetz, pédagogue particulièrement exigeant auprès duquel il travaillera cinq ans. En 1971, il commence sa carrière en jouant aux côtés des plus grands chefs d’orchestre. S’ensuit une carrière internationale pendant laquelle il a joué sur un violon très connu, à savoir, le Kochanski d'Antonio Stradivarius daté de 1717. L'instrument, qui avait été volé le 15 avril 1987 (laissé par le musicien dans une Porsche lors d'un passage dans la ville italienne de Saluces) a fini par être retrouvé à Turin en 1991. L'auteur du vol n'était autre que Valentino Giordano (connu sous le pseudonyme de : « le Gitan »). Ce dernier n'est pas parvenu à revendre le violon, du fait de la notoriété de celui-ci.  Entre-temps, il avait fait l'acquisition du « Milanollo », Stradivarius de 1728, ayant précédemment appartenu à Christian Ferras.
Pierre Amoyal a participé à la célèbre émission Le Grand Échiquier, présentée par Jacques Chancel (1983).
Le virtuose a par ailleurs écrit un livre publié aux éditions Laffont en 2004 : « Pour l'amour d'un Stradivarius ».    
On doit à ce musicien français talentueux un concert mémorable avec Herbert von Karajan et l’Orchestre Philharmonique de Berlin, mais qui va l'éloigner définitivement de Jascha Heifetz.
Pierre Amoyal a enseigné au Conservatoire national supérieur de musique de Paris à partir de la fin des années 1970, puis par la suite au Conservatoire de Lausanne.
L'occasion lui sera offerte de fonder la Camerata de Lausanne.
Il a joué sous la baguette de chefs prestigieux tels que Georg Solti, Pierre Boulez, Seiji Ozawa, Lorin Maazel, etc.
Il est fait chevalier des Arts et des Lettres en 1985 et chevalier dans l'ordre national du Mérite en 1995.

## Enregistrements (liste partielle)
- Sonate pour piano et violon en La majeur de Gabriel Fauré (piano Anne Queffélec)

- Concerto  en ré mineur de Jean Sibelius
- Concerto  no 3  en si mineur de Camille Saint-Saëns
- Concerto  en mi mineur de Felix Mendelssohn
- Concertos nos 4 et 5 de Wolfgang Amadeus Mozart
- Concertos  de Jean-Sébastien Bach (avec Gérard Jarry/violon)
- Havanaise et Rondo capriccioso de Camille Saint-Saëns
- Symphonie espagnole d’Édouard Lalo
- Concerto d'Henri Dutilleux

## Cinéma
Pierre Amoyal a fait une brève incursion dans le monde du cinéma en participant au film La Messe en Si mineur (1990) de Jean-Louis Guillermou. Il y tiendra le rôle d'un violoniste (« Laurent Wilson ») qui disparaîtra prématurément.

## Enseignement
- Professeur au Conservatoire national supérieur de musique de Paris
- Professeur au Conservatoire de Lausanne et fondateur de la Camerata de Lausanne
- Professeur au Conservatoire municipal de Maisons-Alfort